# Lukáš Příkazký
Lukáš Příkazký (ur. 5 marca 1985 w Strážnicy) – czeski aktor teatralny, filmowy i telewizyjny.

## Życiorys
Ukończył Konserwatorium w Brnie. W latach 2008–2010 pracował w Teatrze Miejskim w Pradze. Od 2010 pracuje w Teatrze na Vinohradach.

## Filmografia
- 2008: Czerwony baron
- 2008: Do Czech razy sztuka
- 2012: W cieniu
- 2013: Gorejący krzew
- 2015: Siedmiu zaklętych braci